# Pandemia di COVID-19 a Palau
Il primo caso della pandemia di COVID-19 a Palau è stato confermato il 31 maggio 2021.

## Antefatti
Il 12 gennaio 2020, l'Organizzazione mondiale della sanità (OMS) ha confermato che un nuovo coronavirus era la causa di una malattia respiratoria in un gruppo di persone nella città di Wuhan, nella provincia cinese di Hubei, dato che è stato riferito all'OMS il 31 dicembre 2019.
Il tasso di mortalità per COVID-19 è stato molto più basso della SARS del 2003, ma la trasmissione è stata significativamente maggiore, portando ad un bilancio totale delle vittime più alto.

## Cronologia

### 2020
Palau ha iniziato presto ad attuare i controlli alle frontiere. Il presidente di Palau Thomas Remengesau Jr. ha emesso un ordine esecutivo che sospendeva tutti i voli charter da Cina, Macao e Hong Kong dall'1 al 29 febbraio 2020. A marzo 2020, i confini del Paese sono stati chiusi. Anche le scuole sono state chiuse a partire da aprile 2020. Remengesau ha poi sospeso complessivamente i viaggi a Palau, mettendo in quarantena per 14 giorni tutti i non cittadini che erano recentemente entrati nel Paese.

### 2021
Come membro del Trattato di Libera Associazione con gli Stati Uniti d'America, Palau ha ricevuto vaccini anti COVID-19 dall'Operazione Warp Speed e ha iniziato le vaccinazioni il 3 gennaio 2021, arrivando all'85% circa della popolazione vaccinata a fine agosto 2021.
Il 1º aprile 2021 Palau e Taiwan hanno istituito una "bolla di viaggio", consentendo alle persone di viaggiare tra i due Paesi, con restrizioni.
Palau ha registrato il suo primo caso di COVID-19 il 31 maggio 2021. Il presidente Surangel Whipps Jr. ha affermato che il paziente era a basso rischio di infettare gli altri e che i contatti stretti del paziente avevano restituito risultati negativi del test. Il presidente Surangel Whipps Jr. ha anche sottolineato che la maggior parte della popolazione era stata vaccinata contro il SARS-CoV-2.
L'11 giugno 2021 è stato segnalato un secondo caso, e nel mese di settembre si sono registrati altri 3 casi, tutti guariti.

### 2023
Il 5 maggio 2023, l'Organizzazione mondiale della sanità dichiara ufficialmente la fine della pandemia.